# Golegã
Golegã es un municipio portugués del distrito de Santarém, en Ribatejo, con cerca de 3900 habitantes. Perteneciente históricamente a la antigua provincia de Ribatejo, desde 2002 está integrada en la região estatística (NUTS II) de Alentejo y en la subregião estatística (NUTS III) de Lezíria do Tejo.

## Geografía
Es sede de un pequeño municipio que cuenta actualmente con 84,32 km² de área y 5400 habitantes (2021), distribuidos en 3 freguesias: Golegã, Azinhaga (localidad natal de José Saramago) y Pombalinho, esta última transferida en la reforma administrativa de 2013 desde el municipio de Santarém.
El municipio está limitado al noroeste por el municipio de Vila Nova da Barquinha, al este y sureste por Chamusca, al oeste por Santarém y al noroeste por Torres Novas y por Entroncamento.

## Demografía
| Gráfica de evolución demográfica de Golegã entre 1849 y 2021 |
|                                                              |
| Datos según el nomenclátor publicado por el INE portugués.   |

## Freguesias
Las freguesias de Golegã son las siguientes:
- Azinhaga
- Golegã
- Pombalinho